# 楊蔭廷
楊蔭廷，清朝政治人物。
光绪二十年（1894年），擔任清朝廣州府南海縣知縣。后由李徵庸接任。